# Gaetano Pace Forno
Gaetano Pace Forno (ur. 1809, zm. 1874) – maltański arcybiskup, który został biskupem Malty po złożeniu rezygnacji przez jego poprzednika arcybiskupa Publia Marię dei Conti Santa.

## Życiorys
Urodził się w Victorii na Gozo, Malta 5 czerwca 1809 roku, jako syn prawnika Francesca Pace i szlachcianki Lucii dei Baroni Forno. Tego samego dnia został ochrzczony w bazylice św. Jerzego.
20 lipca 1824 roku złożył śluby zakonne w zakonie św. Augustyna. 22 września 1832 roku został wyświęcony na księdza. Spędził wiele lat we Włoszech jako pedagog, aż do 30 maja 1847 roku, kiedy wybrany został prowincjałem maltańskiej prowincji zakonu Augustianów. Uważany jest za założyciela szkoły dla chłopców przy klasztorze augustiańskim w Valletcie, która została otwarta 23 września 1848 roku. 11 grudnia 1854 roku został wybrany prowincjałem na drugą kadencję.
25 września 1857 roku Pace Forno został wyznaczony na biskupa koadiutora Malty do pomocy arcybiskupowi Sant. 4 października tego roku został wyświęcony na biskupa przez kardynała-biskupa Albano Costantino Patrizi Naro. Zaledwie dwa miesiące później, po rezygnacji biskupa Santa, został biskupem Malty i tytularnym arcybiskupem Rodos.

Arcybiskup Gaetano Pace Forno jest dobrze pamiętany w Ħamrun, gdzie wybrał patrona tej parafii, św. Kajetana, swojego świętego patrona. W roku 1864 diecezja maltańska podzielona została na dwie części, kiedy przez papieża Piusa IX ustanowiona została diecezja Gozo. Zatem Gozo stało się sufraganią Malty.
Gaetano Pace Forno zmarł 22 lipca 1874 roku, po 16 latach biskupstwa.